# USSR International 1973
Die USSR International 1973 im Badminton fanden Anfang 1973 in Moskau statt. Es war die erste Auflage der Titelkämpfe.

## Finalergebnisse
| Disziplin    | Sieger                        | Finalist                             | Ergebnis          |
| ------------ | ----------------------------- | ------------------------------------ | ----------------- |
| Herreneinzel | Wolfgang Bochow               | Thomas Kihlström                     | 15:10, 4:15, 15:8 |
| Dameneinzel  | Lene Køppen                   | Alena Poboráková                     | 11:0, 11:1        |
| Herrendoppel | Thomas Kihlström Bengt Fröman | Roland Maywald Wolfgang Bochow       | 15:13, 15:10      |
| Damendoppel  | Lene Køppen Karin Lindquist   | Tatjana Antropova Tatjana Kochetkova | 15:10, 15:3       |
| Mixed        | Elo Hansen Lene Køppen        | Roland Maywald Tatjana Antropova     | 15:9, 6:15, 15:5  |